# Valdurenque
Valdurenque is een gemeente in het Franse departement Tarn (regio Occitanie) en telt 661 inwoners (2004). De plaats maakt deel uit van het arrondissement Castres.

## Geografie
De oppervlakte van Valdurenque bedraagt 6,0 km², de bevolkingsdichtheid is 110,2 inwoners per km².

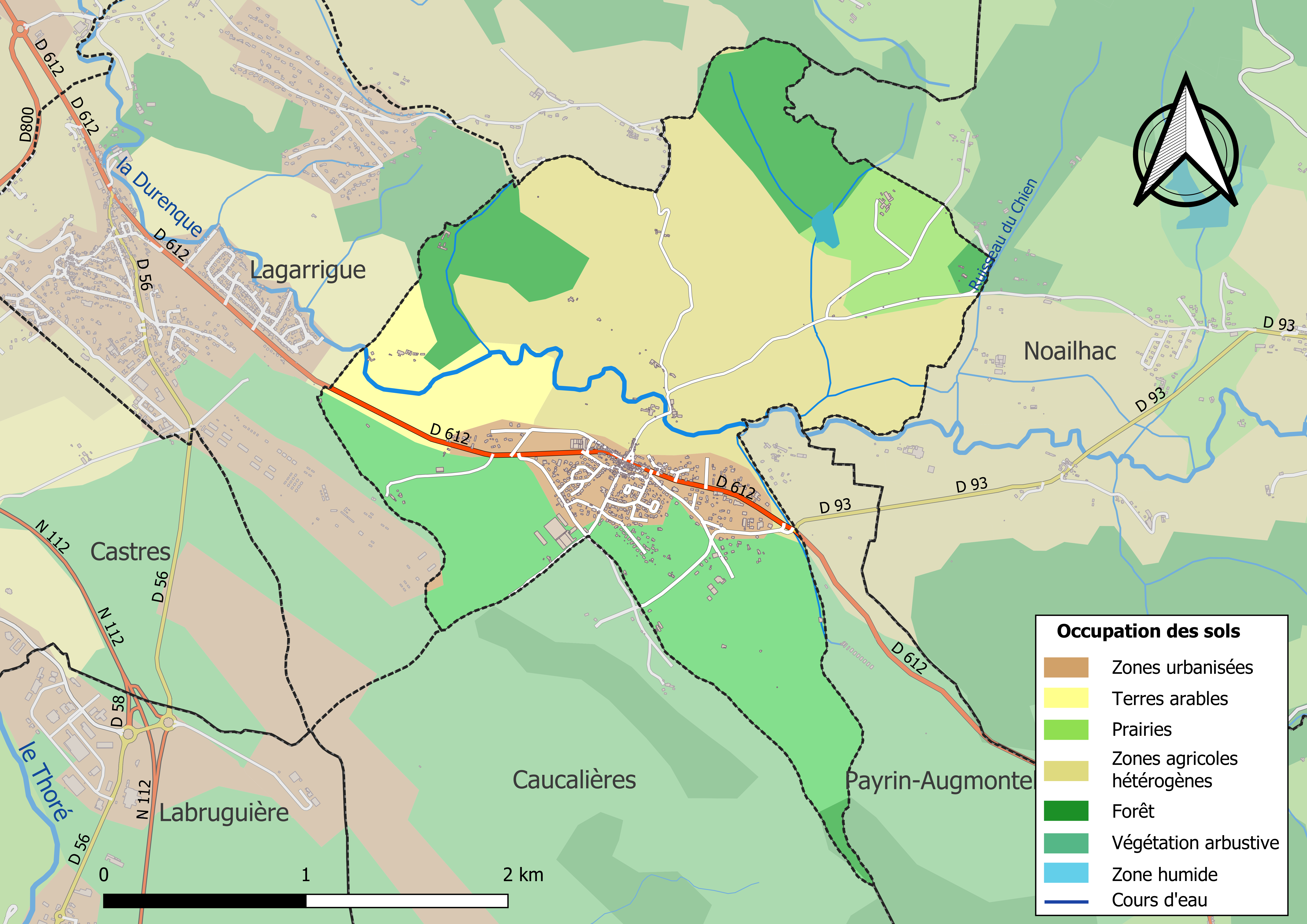
Kaart van de gemeente met de belangrijkste infrastructuur, bodemgebruik en omliggende gemeenten

## Demografie
Onderstaande figuur toont het verloop van het inwonertal (bron: INSEE-tellingen).